# 宝飯郡
- 令制国一覧 > 東海道 > 三河国 > 宝飯郡
- 日本 > 中部地方 > 愛知県 > 宝飯郡

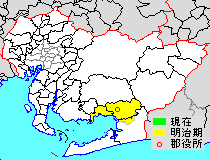
愛知県宝飯郡の位置（水色：後に他郡から編入した区域）

宝飯郡（ほいぐん）は、かつて愛知県（三河国）にあった郡。

## 郡域
1878年（明治11年）に行政区画として発足した当時の郡域は、下記の区域にあたる。
- 豊橋市の一部（豊川より北西）
- 豊川市の大部分（豊津町・橋尾町・三上町・院之子町を除く）
- 蒲郡市の全域

当該区域の面積は226.98km2、人口は279,772人（平成22年国勢調査）。
当該地域の市外局番は豊橋市に編入された地域が0532である以外は0533であるが、両市外局番ともに豊橋MAである。

## 歴史
4世紀後半に穂国、7世紀後半に、三川国穂評（ほのこほり）、8世紀の律令制以降は、寶飫（ほお）郡である。さらに、寶飯（ほい）郡と誤記され、現在の宝飯郡に至る。10世紀までは、設楽郡域も宝飯郡であった。
三河国の国府・一宮（砥鹿神社）・総社・国分寺・国分尼寺は宝飯郡にあった。これらは現在の豊川市にあたる。東三河では、飽海評（渥美郡）と並んで、穂評（宝飯郡）は古くから設置されている。
中世では、支配者であった長山一色城主の一色時家が、大沢城の波多野全慶（時政）に討たれ、宝飯郡における戦国時代が幕を開ける。その波多野全慶を討ち果たした牧野古白の後裔にあたる牧野城・牛久保城主牧野家などの牛久保六騎と、西部山間部には長沢城の長沢松平家（以上、現豊川市）、豊川下流域には伊奈城主本多彦八郎家（平八郎家の弟筋）（現豊川市小坂井地区）、南西の海岸部では上ノ郷城の鵜殿氏（現蒲郡市）などが勢力を保持した地域。やがて上ノ郷城の戦いなどを通じて徳川家康が今川氏の支配力を排除するが、その家康も関東へ移封され、吉田城に配された池田輝政の支配下に入った時期もある。
明治、大正時代と、豊川西岸（現豊川市江島町のみ東岸）に郡域が広がっていた。郡役所は当初御油町に置かれ、のち郡のほぼ中央の国府町に移転し、1926年の郡制廃止を迎えた。なお、国府町には、1942年（昭和17年）7月から1955年（昭和30年）11月まで、宝飯地方事務所が置かれていた。
平坂街道の星越峠を境に、東側を東宝地方、西側を西宝地方と呼んだ場合があった。

### 近世以降の沿革
- 寛永15年（1638年） - 栃原村が額田郡に移る[1]。
- 寛永19年（1642年） - 荻村が額田郡に移る[2]。
- 『旧高旧領取調帳』に記載されている明治初年時点での支配は以下の通り。●は村内に寺社領が、○は寺社除地[3]が存在。（123村）

| 知行         | 知行                 | 明治3年          | 村数 | 村名 |
| ------------ | -------------------- | ---------------- | ---- | --- |
| 幕府領       | 中泉代官所           | 駿河静岡藩       | 7村  | ●森村、北岡新田、○東上村、上佐脇村、御油村、●赤坂村、●篠田村 |
| 幕府領       | 旗本領               | 伊那県           | 12村 | ●五井村、●清田村、坂本村、●東牧山村、●○三谷村、小江村、府相村、●平尾村、長草村、六角村、三蔵子村、○本野村 |
| 幕府領       | 旗本領               | 駿河静岡藩       | 27村 | 上ノ郷村、柏原村、○拾石村、鹿島村、一色村、平地村、○戸金村、丹野村、●西浦村、●形原村、西牧山村、新井形村、茂松村、森下村、山神村、●広石村、赤根村、泙野村、●○上長山村、●牛久保村、野口村、●八幡村、白鳥村、久保村、市田村、上千両村、下千両村 |
| 幕府領       | 旗本領               | 三河刈谷藩       | 4村  | ●水竹村、西迫村、●○蒲形村、西郡村 |
| 幕府領       | 中泉代官所・旗本領   | 駿河静岡藩       | 2村  | 御馬村、長沢村 |
| 藩領         | 三河吉田藩           | 三河豊橋藩       | 51村 | ●大塚村、平田村、大草村、北金屋村、谷川村、麻生田村、楠木村、楽筒村、向河原村、●一ノ宮村、松原村、南金屋村、●古宿村、●馬場村、石原村、●当古村、雨谷村、三橋村、土筒村、瀬木村、西島村、長瀬村、●柑子村、正岡村、大磯村、●行明村、沖木村、住吉村、柴屋村、大蚊里村、鍛冶村、下長山村、宿村、下五井村、藪下新田、●篠束村、●小坂井村、●瓜郷村、清須新田、●下地村、●横須賀村、●平井村、藤井新田、日色野村、前芝村、青木新田、山内新田、●伊奈村、梅藪村、大木村、太田新田 |
| 藩領         | 陸奥磐城平藩         | 駿河静岡藩       | 3村  | 灰野村、金割村、為当村 |
| 藩領         | 三河西尾藩           | 三河西尾藩       | 2村  | 下佐脇村、下佐脇新田 |
| 藩領         | 武蔵岡部藩           | 三河半原藩       | 2村  | 江村、●鵜飼島村 |
| 藩領         | 三河西大平藩         | 三河西大平藩     | 2村  | 西方村、小田淵村 |
| 藩領         | 三河刈谷藩           | 三河刈谷藩       | 1村  | 形原新田 |
| 幕府領・藩領 | 中泉代官所・吉田藩   | 伊那県・豊橋藩   | 1村  | 樽井村 |
| 幕府領・藩領 | 中泉代官所・吉田藩   | 静岡藩・豊橋藩   | 1村  | 牧野村 |
| 幕府領・藩領 | 中泉代官所・磐城平藩 | 駿河静岡藩       | 1村  | ●国府村 |
| 幕府領・藩領 | 旗本領・磐城平藩     | 駿河静岡藩       | 1村  | ●○萩村 |
| 幕府領・藩領 | 旗本領・吉田藩       | 伊那県・豊橋藩   | 1村  | 西原村 |
| 幕府領・藩領 | 旗本領・西尾藩       | 静岡藩・西尾藩   | 1村  | 竹ノ谷村 |
| 幕府領・藩領 | 旗本領・西大平藩     | 静岡藩・西大平藩 | 3村  | ●○豊川村、○大崎村、●足山田村 |
| その他       | 寺社領               | 伊那県           | 1村  | 財賀村 |

- 慶応4年
  - 4月3日（1868年5月5日） - 岡部藩が藩庁を移転して三河半原藩となる。
  - 4月29日（1868年5月21日） - 幕府領・旗本領が三河裁判所の管轄となる。
  - 6月9日（1868年7月28日） - 三河裁判所の管轄区域が三河県の管轄となる。
  - 7月 - 戊辰戦争の処分により磐城平藩領が三河県の管轄となる。
  - 9月 - 三河県の管轄区域のうち旧磐城平藩領および旧幕府領・旧旗本領の各一部が駿河府中藩領となる（管轄は上表参照）。
- 明治2年
  - 6月24日（1869年8月1日） - 三河県の管轄区域が伊那県の管轄となる。
  - 8月7日（1869年9月12日） - 任知藩事により吉田藩が豊橋藩に、府中藩が静岡藩にそれぞれ改称。
- 明治3年（1870年） - 旧旗本領の一部が刈谷藩領となる（管轄は上表参照）。
- 明治4年
  - 7月14日（1871年8月29日） - 廃藩置県により、藩領が豊橋県、西尾県、半原県、西大平県、刈谷県、静岡県の管轄となる。
  - 11月15日（1871年12月26日） - 第1次府県統合により全域が額田県の管轄となる。
- 明治5年11月27日（1872年12月27日） - 愛知県の管轄となる。
- 明治6年（1873年） - 石原村・雨谷村・三橋村が合併して三谷原村となる。（121村）
- 明治8年（1875年）（118村）
  - 蒲形村・西郡村が合併して蒲郡村となる。
  - 楠木村・楽筒村が合併して二葉村となる。
  - 形原新田が形原村に合併。
- 明治9年（1876年） - 以下の各村の統合が行われる。（114村）
  - 金平村 ← 平地村、戸金村
  - 相楽村 ← 丹野村、山神村
  - 豊沢村 ← 茂松村、森下村
  - 金野村 ← 灰野村、金割村
- 明治10年（1877年） - 太田新田が竹ノ谷村に合併。（113村）
- 明治11年（1878年）12月20日 - 郡区町村編制法の愛知県での施行により、行政区画としての宝飯郡が発足。郡役所が御油村に設置。同年、以下の各村の統合が行われる。（102村）
  - 牧山村 ← 西牧山村、東牧山村
  - 津田村 ← 藪下新田、横須賀村
  - 大村 ← 大磯村、沖木村、住吉村、柴屋村
  - 江島村 ← 江村、鵜飼島村
  - 千両村 ← 上千両村、下千両村
  - 北岡新田が東上村に、藤井新田が平井村に、青木新田・山内新田が前芝村にそれぞれ合併。
- 明治16年（1883年） - 南金屋村・鍛冶村が合併して中条村となる。（101村）
- 明治17年（1884年） - 大蚊里村が大村に合併。（100村）

### 町村制以降の沿革
- 明治22年（1889年）10月1日 - 町村制の施行により、以下の各村が発足。特記以外は現・豊川市。（33村）

- 御油村、赤坂村、長沢村、萩村（それぞれ単独村制）
- 平幡村 ← 財賀村、平尾村、八幡村
- 穂原村 ← 野口村、市田村、千両村
- 桑富村 ← 足山田村、西原村、篠田村、大木村、一ノ宮村
- 本茂村 ← 上長山村、東上村、江島村、松原村
- 麻生田村 ← 向川原村、二葉村、麻生田村、谷川村
- 睦美村 ← 三谷原村、当古村、土筒村、瀬木村、牧野村
- 豊川村 ← 馬場村、豊川村、樽井村、三蔵子村、長草村、六角村、大崎村、本野村、北金屋村、古宿村
- 牛久保村 ← 中条村、牛久保村、下長山村、正岡村、西島村
- 明子村 ← 柑子村、行明村
- 大村 ← 長瀬村、大村（現・豊橋市）
- 下地村（単独村制。現・豊橋市）
- 鹿菅村 ← 瓜郷村、津田村、清須新田、下五井村（現・豊橋市）
- 豊秋村 ← 篠束村、宿村、小坂井村、平井村
- 前芝村 ← 日色野村、前芝村、梅藪村、渥美郡青野村［一部］（現・豊橋市）
- 伊奈村（単独村制）
- 白鳥村 ← 白鳥村、久保村、小田淵村
- 国府村 ← 国府村、森村、為当村
- 佐脇村 ← 上佐脇村、下佐脇村、下佐脇新田
- 御馬村（単独村制）
- 御津村 ← 西方村、泙野村、広石村、豊沢村、金野村
- 大塚村 ← 大草村、赤根村（現・豊川市）、相楽村、大塚村（現・蒲郡市）
- 三谷村（単独村制。現・蒲郡市）
- 豊岡村 ← 牧山村、五井村、平田村（現・蒲郡市）
- 蒲郡村 ← 府相村、小江村、蒲郡村、新井形村（現・蒲郡市）
- 静里村 ← 水竹村、清田村、坂本村（現・蒲郡市）
- 神ノ郷村（上ノ郷村が単独村制。現・蒲郡市）
- 塩津村 ← 柏原村、竹ノ谷村、西迫村、拾石村、鹿島村（現・蒲郡市）
- 形原村 ← 一色村、金平村、形原村（現・蒲郡市）
- 西浦村（単独村制。現・蒲郡市）

- 明治24年（1891年）
  - 4月1日 - 郡制を施行。
  - 10月16日（3町30村）
    - 下地村が町制施行して下地町となる。

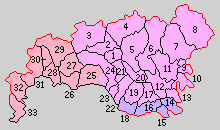
1.御油村 2.赤坂村 3.長沢村 4.萩村 5.平幡村 6.穂原村 7.桑富村 8.本茂村 9.麻生田村 10.睦美村 11.豊川村 12.牛久保村 13.明子村 14.大村 15.下地村 16.鹿菅村 17.豊秋村 18.前芝村 19.伊奈村 20.白鳥村 21.国府村 22.佐脇村 23.御馬村 24.御津村 25.大塚村 26.三谷村 27.豊岡村 28.蒲郡村 29.静里村 30.神ノ郷村 31.塩津村 32.形原村 33.西浦村（紫：豊橋市 桃：豊川市 赤：蒲郡市）

    - 牛久保村が町制施行して牛久保町となる。
    - 蒲郡村が町制施行して蒲郡町となる。
- 明治25年（1892年）1月29日 - 御油村が町制施行して御油町となる。（4町29村）
- 明治26年（1893年）3月13日（6町27村）
  - 国府村が町制施行して国府町となる。
  - 豊川村が町制施行して豊川町となる。
- 明治27年（1894年）
  - 6月23日 - 赤坂村が町制施行して赤坂町となる。（7町26村）
  - 12月10日 - 三谷村が町制施行して三谷町となる。（8町25村）
- 明治39年（1906年）
  - 7月1日 - 以下の町村の統合が行われる。いずれも新設合併。（8町13村）
    - 豊川町 ← 豊川町、麻生田村、睦美村［三谷原・牧野・土筒・当古］
    - 牛久保町 ← 睦美村［瀬木］、牛久保町、明子村
    - 御津村 ← 御津村、御馬村、佐脇村
    - 下地町 ← 下地町、大村、鹿菅村
    - 一宮村 ← 本茂村、桑富村
    - 八幡村 ← 穂原村、平幡村
    - 蒲郡町 ← 蒲郡町、豊岡村、静里村、神ノ郷村が合併して発足。

  - 9月10日（8町11村）
    - 伊奈村・豊秋村が合併して小坂井村が発足。
    - 国府町・白鳥村が合併し、改めて国府町が発足。
- 大正12年（1923年）4月1日 - 郡会が廃止。郡役所は存続。
- 大正13年（1924年）4月1日 - 形原村が町制施行して形原町となる。（9町10村）
- 大正15年（1926年）
  - 7月1日 - 郡役所が廃止。以降は地域区分名称となる。
  - 9月12日 - 小坂井村が町制施行して小坂井町となる。（10町9村）
- 昭和5年（1930年）2月11日 - 御津村が町制施行して御津町となる。（11町8村）
- 昭和7年（1932年）9月1日 - 下地町が豊橋市に編入。（10町8村）
- 昭和8年（1933年）6月10日 - 豊川町が豊橋市の一部（院之子町）を編入。
- 昭和18年（1943年）6月1日 - 豊川町・牛久保町・国府町・八幡村が合併して豊川市が発足。郡より離脱。（7町7村）
- 昭和19年（1944年）2月11日 - 西浦村が町制施行して西浦町となる。（8町6村）
- 昭和29年（1954年）4月1日（6町5村）
  - 蒲郡町・三谷町・塩津村が合併して蒲郡市が発足。郡より離脱。
  - 一宮村が八名郡大和村を編入。
- 昭和30年（1955年）
  - 3月1日 - 前芝村が豊橋市に編入。（6町4村）
  - 4月1日（6町2村）
    - 赤坂町・長沢村・萩村が合併して音羽町が発足。
    - 一宮村が八名郡双和村の一部（賀茂）を編入。

  - 10月1日 - 大塚村が分割し、一部（大塚・相楽）が蒲郡市に、残部（大草・赤根）が御津町にそれぞれ編入。（6町1村）
- 昭和34年（1959年）4月1日 - 御油町が豊川市に編入。（5町1村）
- 昭和36年（1961年）4月1日 - 一宮村が町制施行して一宮町となる。（6町）
- 昭和37年（1962年）4月1日 - 形原町が蒲郡市に編入。（5町）
- 昭和38年（1963年）4月1日 - 西浦町が蒲郡市に編入。（4町）
- 平成18年（2006年）2月1日 - 一宮町が豊川市に編入。（3町）
- 平成20年（2008年）1月15日 - 音羽町・御津町が豊川市に編入。（1町）
- 平成22年（2010年）2月1日 - 小坂井町が豊川市に編入。同日宝飯郡消滅。

### 変遷表
| 明治22年以前 | 明治22年以前 | 明治22年以前 | 明治22年以前 | 明治22年10月1日 町村制施行 | 明治22年 - 明治33年           | 明治34年 - 明治45年           | 大正元年 - 昭和29年                | 昭和30年 - 昭和64年          | 昭和30年 - 昭和64年         | 平成元年 - 現在              | 現在   |
| ------------ | ------------ | ------------ | ------------ | -------------------------- | ----------------------------- | ----------------------------- | ---------------------------------- | ---------------------------- | --------------------------- | ---------------------------- | ------ |
| 西浦村       | 西浦村       | 西浦村       | 西浦村       | 西浦村                     | 西浦村                        | 西浦村                        | 昭和19年2月11日 町制 西浦町        | 西浦村                       | 昭和38年4月1日 蒲郡市に編入 | 蒲郡市                       | 蒲郡市 |
| 形原村       | 形原村       | 形原村       | 形原村       | 形原村                     | 形原村                        | 大正13年4月1日 町制 形原町    | 形原町                             | 形原町                       | 昭和37年4月1日 蒲郡市に編入 | 蒲郡市                       | 蒲郡市 |
| 形原新田     |              | 形原村       | 形原村       | 形原村                     | 形原村                        | 大正13年4月1日 町制 形原町    | 形原町                             | 形原町                       | 昭和37年4月1日 蒲郡市に編入 | 蒲郡市                       | 蒲郡市 |
| 一色村       |              |              |              | 形原村                     | 形原村                        | 大正13年4月1日 町制 形原町    | 形原町                             | 形原町                       | 昭和37年4月1日 蒲郡市に編入 | 蒲郡市                       | 蒲郡市 |
| 戸金村       | 戸金村       | 金平村       | 金平村       | 形原村                     | 形原村                        | 大正13年4月1日 町制 形原町    | 形原町                             | 形原町                       | 昭和37年4月1日 蒲郡市に編入 | 蒲郡市                       | 蒲郡市 |
| 平地村       |              | 金平村       | 金平村       | 形原村                     | 形原村                        | 大正13年4月1日 町制 形原町    | 形原町                             | 形原町                       | 昭和37年4月1日 蒲郡市に編入 | 蒲郡市                       | 蒲郡市 |
| 蒲形村       | 蒲形村       | 蒲郡村       | 蒲郡村       | 蒲郡村                     | 明治24年10月6日 町制 蒲郡町   | 明治39年4月30日 合併 蒲郡町   | 昭和29年4月1日 合併 蒲郡市         | 蒲郡市                       | 蒲郡市                      | 蒲郡市                       | 蒲郡市 |
| 西郡村       |              | 蒲郡村       | 蒲郡村       | 蒲郡村                     | 明治24年10月6日 町制 蒲郡町   | 明治39年4月30日 合併 蒲郡町   | 昭和29年4月1日 合併 蒲郡市         | 蒲郡市                       | 蒲郡市                      | 蒲郡市                       | 蒲郡市 |
| 府相村       |              |              |              | 蒲郡村                     | 明治24年10月6日 町制 蒲郡町   | 明治39年4月30日 合併 蒲郡町   | 昭和29年4月1日 合併 蒲郡市         | 蒲郡市                       | 蒲郡市                      | 蒲郡市                       | 蒲郡市 |
| 小江村       |              |              |              | 蒲郡村                     | 明治24年10月6日 町制 蒲郡町   | 明治39年4月30日 合併 蒲郡町   | 昭和29年4月1日 合併 蒲郡市         | 蒲郡市                       | 蒲郡市                      | 蒲郡市                       | 蒲郡市 |
| 新井形村     |              |              |              | 蒲郡村                     | 明治24年10月6日 町制 蒲郡町   | 明治39年4月30日 合併 蒲郡町   | 昭和29年4月1日 合併 蒲郡市         | 蒲郡市                       | 蒲郡市                      | 蒲郡市                       | 蒲郡市 |
| 五井村       | 五井村       | 五井村       | 五井村       | 豊岡村                     | 豊岡村                        | 明治39年4月30日 合併 蒲郡町   | 昭和29年4月1日 合併 蒲郡市         | 蒲郡市                       | 蒲郡市                      | 蒲郡市                       | 蒲郡市 |
| 西牧山村     | 西牧山村     | 西牧山村     | 牧山村       | 豊岡村                     | 豊岡村                        | 明治39年4月30日 合併 蒲郡町   | 昭和29年4月1日 合併 蒲郡市         | 蒲郡市                       | 蒲郡市                      | 蒲郡市                       | 蒲郡市 |
| 東牧山村     |              |              | 牧山村       | 豊岡村                     | 豊岡村                        | 明治39年4月30日 合併 蒲郡町   | 昭和29年4月1日 合併 蒲郡市         | 蒲郡市                       | 蒲郡市                      | 蒲郡市                       | 蒲郡市 |
| 平田村       |              |              |              | 豊岡村                     | 豊岡村                        | 明治39年4月30日 合併 蒲郡町   | 昭和29年4月1日 合併 蒲郡市         | 蒲郡市                       | 蒲郡市                      | 蒲郡市                       | 蒲郡市 |
| 水竹村       | 水竹村       | 水竹村       | 水竹村       | 静里村                     | 静里村                        | 明治39年4月30日 合併 蒲郡町   | 昭和29年4月1日 合併 蒲郡市         | 蒲郡市                       | 蒲郡市                      | 蒲郡市                       | 蒲郡市 |
| 清田村       |              |              |              | 静里村                     | 静里村                        | 明治39年4月30日 合併 蒲郡町   | 昭和29年4月1日 合併 蒲郡市         | 蒲郡市                       | 蒲郡市                      | 蒲郡市                       | 蒲郡市 |
| 坂本村       |              |              |              | 静里村                     | 静里村                        | 明治39年4月30日 合併 蒲郡町   | 昭和29年4月1日 合併 蒲郡市         | 蒲郡市                       | 蒲郡市                      | 蒲郡市                       | 蒲郡市 |
| 上ノ郷村     | 上ノ郷村     | 神ノ郷村     | 神ノ郷村     | 神ノ郷村                   | 神ノ郷村                      | 明治39年4月30日 合併 蒲郡町   | 昭和29年4月1日 合併 蒲郡市         | 蒲郡市                       | 蒲郡市                      | 蒲郡市                       | 蒲郡市 |
| 三谷村       | 三谷村       | 三谷村       | 三谷村       | 三谷村                     | 明治27年6月23日 町制 三谷町   | 三谷町                        | 昭和29年4月1日 合併 蒲郡市         | 蒲郡市                       | 蒲郡市                      | 蒲郡市                       | 蒲郡市 |
| 竹ノ谷村     | 竹ノ谷村     | 竹ノ谷村     | 竹ノ谷村     | 塩津村                     | 塩津村                        | 塩津村                        | 昭和29年4月1日 合併 蒲郡市         | 蒲郡市                       | 蒲郡市                      | 蒲郡市                       | 蒲郡市 |
| 太田新田     |              | 竹ノ谷村     | 竹ノ谷村     | 塩津村                     | 塩津村                        | 塩津村                        | 昭和29年4月1日 合併 蒲郡市         | 蒲郡市                       | 蒲郡市                      | 蒲郡市                       | 蒲郡市 |
| 西迫村       |              |              |              | 塩津村                     | 塩津村                        | 塩津村                        | 昭和29年4月1日 合併 蒲郡市         | 蒲郡市                       | 蒲郡市                      | 蒲郡市                       | 蒲郡市 |
| 柏原村       |              |              |              | 塩津村                     | 塩津村                        | 塩津村                        | 昭和29年4月1日 合併 蒲郡市         | 蒲郡市                       | 蒲郡市                      | 蒲郡市                       | 蒲郡市 |
| 拾石村       |              |              |              | 塩津村                     | 塩津村                        | 塩津村                        | 昭和29年4月1日 合併 蒲郡市         | 蒲郡市                       | 蒲郡市                      | 蒲郡市                       | 蒲郡市 |
| 鹿島村       |              |              |              | 塩津村                     | 塩津村                        | 塩津村                        | 昭和29年4月1日 合併 蒲郡市         | 蒲郡市                       | 蒲郡市                      | 蒲郡市                       | 蒲郡市 |
| 大塚村       | 大塚村       | 大塚村       | 大塚村       | 大塚村                     | 大塚村                        | 大塚村                        | 大塚村                             | 昭和30年10月1日 蒲郡市に編入 | 蒲郡市                      | 蒲郡市                       | 蒲郡市 |
| 丹野村       | 丹野村       | 相楽村       | 相楽村       | 大塚村                     | 大塚村                        | 大塚村                        | 大塚村                             | 昭和30年10月1日 蒲郡市に編入 | 蒲郡市                      | 蒲郡市                       | 蒲郡市 |
| 山神村       |              | 相楽村       | 相楽村       | 大塚村                     | 大塚村                        | 大塚村                        | 大塚村                             | 昭和30年10月1日 蒲郡市に編入 | 蒲郡市                      | 蒲郡市                       | 蒲郡市 |
| 赤根村       | 赤根村       | 赤根村       | 赤根村       | 大塚村                     | 大塚村                        | 大塚村                        | 大塚村                             | 昭和30年10月1日 御津町に編入 | 御津町                      | 平成20年1月15日 豊川市に編入 | 豊川市 |
| 大草村       |              |              |              | 大塚村                     | 大塚村                        | 大塚村                        | 大塚村                             | 昭和30年10月1日 御津町に編入 | 御津町                      | 平成20年1月15日 豊川市に編入 | 豊川市 |
| 森下村       | 森下村       | 豊沢村       | 豊沢村       | 御津村                     | 御津村                        | 明治39年7月1日 合併 御津村    | 昭和5年2月11日 町制 御津町         | 御津町                       | 御津町                      | 平成20年1月15日 豊川市に編入 | 豊川市 |
| 茂松村       |              | 豊沢村       | 豊沢村       | 御津村                     | 御津村                        | 明治39年7月1日 合併 御津村    | 昭和5年2月11日 町制 御津町         | 御津町                       | 御津町                      | 平成20年1月15日 豊川市に編入 | 豊川市 |
| 広石村       |              |              |              | 御津村                     | 御津村                        | 明治39年7月1日 合併 御津村    | 昭和5年2月11日 町制 御津町         | 御津町                       | 御津町                      | 平成20年1月15日 豊川市に編入 | 豊川市 |
| 泙野村       |              |              |              | 御津村                     | 御津村                        | 明治39年7月1日 合併 御津村    | 昭和5年2月11日 町制 御津町         | 御津町                       | 御津町                      | 平成20年1月15日 豊川市に編入 | 豊川市 |
| 西方村       |              |              |              | 御津村                     | 御津村                        | 明治39年7月1日 合併 御津村    | 昭和5年2月11日 町制 御津町         | 御津町                       | 御津町                      | 平成20年1月15日 豊川市に編入 | 豊川市 |
| 金割村       | 金割村       | 金野村       | 金野村       | 御津村                     | 御津村                        | 明治39年7月1日 合併 御津村    | 昭和5年2月11日 町制 御津町         | 御津町                       | 御津町                      | 平成20年1月15日 豊川市に編入 | 豊川市 |
| 灰野村       |              | 金野村       | 金野村       | 御津村                     | 御津村                        | 明治39年7月1日 合併 御津村    | 昭和5年2月11日 町制 御津町         | 御津町                       | 御津町                      | 平成20年1月15日 豊川市に編入 | 豊川市 |
| 御馬村       | 御馬村       | 御馬村       | 御馬村       | 御馬村                     | 御馬村                        | 明治39年7月1日 合併 御津村    | 昭和5年2月11日 町制 御津町         | 御津町                       | 御津町                      | 平成20年1月15日 豊川市に編入 | 豊川市 |
| 上佐脇村     | 上佐脇村     | 上佐脇村     | 上佐脇村     | 佐脇村                     | 佐脇村                        | 明治39年7月1日 合併 御津村    | 昭和5年2月11日 町制 御津町         | 御津町                       | 御津町                      | 平成20年1月15日 豊川市に編入 | 豊川市 |
| 下佐脇村     |              |              |              | 佐脇村                     | 佐脇村                        | 明治39年7月1日 合併 御津村    | 昭和5年2月11日 町制 御津町         | 御津町                       | 御津町                      | 平成20年1月15日 豊川市に編入 | 豊川市 |
| 下佐脇新田   |              |              |              | 佐脇村                     | 佐脇村                        | 明治39年7月1日 合併 御津村    | 昭和5年2月11日 町制 御津町         | 御津町                       | 御津町                      | 平成20年1月15日 豊川市に編入 | 豊川市 |
| 赤坂村       | 赤坂村       | 赤坂村       | 赤坂村       | 赤坂村                     | 明治27年6月23日 町制 赤坂町   | 赤坂町                        | 赤坂町                             | 昭和30年4月1日 合併 音羽町   | 昭和30年4月1日 合併 音羽町  | 平成20年1月15日 豊川市に編入 | 豊川市 |
| 上萩村       | 上萩村       | 上萩村       | 萩村         | 萩村                       | 萩村                          | 萩村                          | 萩村                               | 昭和30年4月1日 合併 音羽町   | 昭和30年4月1日 合併 音羽町  | 平成20年1月15日 豊川市に編入 | 豊川市 |
| 下萩村       |              |              | 萩村         | 萩村                       | 萩村                          | 萩村                          | 萩村                               | 昭和30年4月1日 合併 音羽町   | 昭和30年4月1日 合併 音羽町  | 平成20年1月15日 豊川市に編入 | 豊川市 |
| 長沢村       | 長沢村       | 長沢村       | 長沢村       | 長沢村                     | 長沢村                        | 長沢村                        | 長沢村                             | 昭和30年4月1日 合併 音羽町   | 昭和30年4月1日 合併 音羽町  | 平成20年1月15日 豊川市に編入 | 豊川市 |
| 一ノ宮村     | 一ノ宮村     | 一ノ宮村     | 一ノ宮村     | 桑富村                     | 桑富村                        | 明治39年7月1日 合併 一宮村    | 一宮村                             | 一宮村                       | 昭和36年4月1日 町制 一宮町  | 平成18年2月1日 豊川市に編入  | 豊川市 |
| 大木村       |              |              |              | 桑富村                     | 桑富村                        | 明治39年7月1日 合併 一宮村    | 一宮村                             | 一宮村                       | 昭和36年4月1日 町制 一宮町  | 平成18年2月1日 豊川市に編入  | 豊川市 |
| 篠田村       |              |              |              | 桑富村                     | 桑富村                        | 明治39年7月1日 合併 一宮村    | 一宮村                             | 一宮村                       | 昭和36年4月1日 町制 一宮町  | 平成18年2月1日 豊川市に編入  | 豊川市 |
| 西原村       |              |              |              | 桑富村                     | 桑富村                        | 明治39年7月1日 合併 一宮村    | 一宮村                             | 一宮村                       | 昭和36年4月1日 町制 一宮町  | 平成18年2月1日 豊川市に編入  | 豊川市 |
| 足山田村     |              |              |              | 桑富村                     | 桑富村                        | 明治39年7月1日 合併 一宮村    | 一宮村                             | 一宮村                       | 昭和36年4月1日 町制 一宮町  | 平成18年2月1日 豊川市に編入  | 豊川市 |
| 東上村       | 東上村       | 東上村       | 東上村       | 本茂村                     | 本茂村                        | 明治39年7月1日 合併 一宮村    | 一宮村                             | 一宮村                       | 昭和36年4月1日 町制 一宮町  | 平成18年2月1日 豊川市に編入  | 豊川市 |
| 北岡新田     |              |              | 東上村       | 本茂村                     | 本茂村                        | 明治39年7月1日 合併 一宮村    | 一宮村                             | 一宮村                       | 昭和36年4月1日 町制 一宮町  | 平成18年2月1日 豊川市に編入  | 豊川市 |
| 江村         | 江村         | 江村         | 江島村       | 本茂村                     | 本茂村                        | 明治39年7月1日 合併 一宮村    | 一宮村                             | 一宮村                       | 昭和36年4月1日 町制 一宮町  | 平成18年2月1日 豊川市に編入  | 豊川市 |
| 鵜飼島村     |              |              | 江島村       | 本茂村                     | 本茂村                        | 明治39年7月1日 合併 一宮村    | 一宮村                             | 一宮村                       | 昭和36年4月1日 町制 一宮町  | 平成18年2月1日 豊川市に編入  | 豊川市 |
| 長山村       | 長山村       | 上長山村     | 上長山村     | 本茂村                     | 本茂村                        | 明治39年7月1日 合併 一宮村    | 一宮村                             | 一宮村                       | 昭和36年4月1日 町制 一宮町  | 平成18年2月1日 豊川市に編入  | 豊川市 |
| 松原村       |              |              |              | 本茂村                     | 本茂村                        | 明治39年7月1日 合併 一宮村    | 一宮村                             | 一宮村                       | 昭和36年4月1日 町制 一宮町  | 平成18年2月1日 豊川市に編入  | 豊川市 |
| 八 名 郡     | 日下部村     | 豊津村       | 豊津村       | 豊津村                     | 豊津村                        | 大正9年8月1日 合併 大和村     | 昭和29年4月1日 一宮村に編入        | 一宮村                       | 昭和36年4月1日 町制 一宮町  | 平成18年2月1日 豊川市に編入  | 豊川市 |
| 八 名 郡     | 中島村       | 豊津村       | 豊津村       | 豊津村                     | 豊津村                        | 大正9年8月1日 合併 大和村     | 昭和29年4月1日 一宮村に編入        | 一宮村                       | 昭和36年4月1日 町制 一宮町  | 平成18年2月1日 豊川市に編入  | 豊川市 |
| 八 名 郡     | 井之島村     | 豊津村       | 豊津村       | 豊津村                     | 豊津村                        | 大正9年8月1日 合併 大和村     | 昭和29年4月1日 一宮村に編入        | 一宮村                       | 昭和36年4月1日 町制 一宮町  | 平成18年2月1日 豊川市に編入  | 豊川市 |
| 八 名 郡     | 橋尾村       | 豊津村       | 橋尾村       | 橋尾村                     | 橋尾村                        | 大正9年8月1日 合併 大和村     | 昭和29年4月1日 一宮村に編入        | 一宮村                       | 昭和36年4月1日 町制 一宮町  | 平成18年2月1日 豊川市に編入  | 豊川市 |
| 八 名 郡     | 賀茂村       | 賀茂村       | 賀茂村       | 賀茂村                     | 賀茂村                        | 賀茂村                        | 昭和26年4月1日 合併 双和村（一部） | 昭和30年4月1日 一宮村に編入  | 昭和36年4月1日 町制 一宮町  | 平成18年2月1日 豊川市に編入  | 豊川市 |
| 御油村       | 御油村       | 御油村       | 御油村       | 御油村                     | 明治25年1月29日 町制 御油町   | 御油町                        | 御油町                             | 御油町                       | 昭和34年4月1日 豊川市に編入 | 豊川市                       | 豊川市 |
| 豊川村       | 豊川村       | 豊川村       | 豊川村       | 豊川村                     | 明治26年3月13日 町制 豊川町   | 明治39年7月1日 合併 豊川町    | 昭和18年6月1日 合併 豊川市         | 豊川市                       | 豊川市                      | 豊川市                       | 豊川市 |
| 大崎村       |              |              |              | 豊川村                     | 明治26年3月13日 町制 豊川町   | 明治39年7月1日 合併 豊川町    | 昭和18年6月1日 合併 豊川市         | 豊川市                       | 豊川市                      | 豊川市                       | 豊川市 |
| 北金屋村     |              |              |              | 豊川村                     | 明治26年3月13日 町制 豊川町   | 明治39年7月1日 合併 豊川町    | 昭和18年6月1日 合併 豊川市         | 豊川市                       | 豊川市                      | 豊川市                       | 豊川市 |
| 三蔵子村     |              |              |              | 豊川村                     | 明治26年3月13日 町制 豊川町   | 明治39年7月1日 合併 豊川町    | 昭和18年6月1日 合併 豊川市         | 豊川市                       | 豊川市                      | 豊川市                       | 豊川市 |
| 古宿村       |              |              |              | 豊川村                     | 明治26年3月13日 町制 豊川町   | 明治39年7月1日 合併 豊川町    | 昭和18年6月1日 合併 豊川市         | 豊川市                       | 豊川市                      | 豊川市                       | 豊川市 |
| 長草村       |              |              |              | 豊川村                     | 明治26年3月13日 町制 豊川町   | 明治39年7月1日 合併 豊川町    | 昭和18年6月1日 合併 豊川市         | 豊川市                       | 豊川市                      | 豊川市                       | 豊川市 |
| 馬場村       |              |              |              | 豊川村                     | 明治26年3月13日 町制 豊川町   | 明治39年7月1日 合併 豊川町    | 昭和18年6月1日 合併 豊川市         | 豊川市                       | 豊川市                      | 豊川市                       | 豊川市 |
| 本野村       |              |              |              | 豊川村                     | 明治26年3月13日 町制 豊川町   | 明治39年7月1日 合併 豊川町    | 昭和18年6月1日 合併 豊川市         | 豊川市                       | 豊川市                      | 豊川市                       | 豊川市 |
| 樽井村       |              |              |              | 豊川村                     | 明治26年3月13日 町制 豊川町   | 明治39年7月1日 合併 豊川町    | 昭和18年6月1日 合併 豊川市         | 豊川市                       | 豊川市                      | 豊川市                       | 豊川市 |
| 六角村       |              |              |              | 豊川村                     | 明治26年3月13日 町制 豊川町   | 明治39年7月1日 合併 豊川町    | 昭和18年6月1日 合併 豊川市         | 豊川市                       | 豊川市                      | 豊川市                       | 豊川市 |
| 麻生田村     | 麻生田村     | 麻生田村     | 麻生田村     | 麻生田村                   | 麻生田村                      | 明治39年7月1日 合併 豊川町    | 昭和18年6月1日 合併 豊川市         | 豊川市                       | 豊川市                      | 豊川市                       | 豊川市 |
| 谷川村       |              |              |              | 麻生田村                   | 麻生田村                      | 明治39年7月1日 合併 豊川町    | 昭和18年6月1日 合併 豊川市         | 豊川市                       | 豊川市                      | 豊川市                       | 豊川市 |
| 楠木村       | 楠木村       | 二葉村       | 二葉村       | 麻生田村                   | 麻生田村                      | 明治39年7月1日 合併 豊川町    | 昭和18年6月1日 合併 豊川市         | 豊川市                       | 豊川市                      | 豊川市                       | 豊川市 |
| 楽筒村       |              | 二葉村       | 二葉村       | 麻生田村                   | 麻生田村                      | 明治39年7月1日 合併 豊川町    | 昭和18年6月1日 合併 豊川市         | 豊川市                       | 豊川市                      | 豊川市                       | 豊川市 |
| 向河原村     |              |              |              | 麻生田村                   | 麻生田村                      | 明治39年7月1日 合併 豊川町    | 昭和18年6月1日 合併 豊川市         | 豊川市                       | 豊川市                      | 豊川市                       | 豊川市 |
| 三橋村       | 三橋村       | 三谷原村     | 三谷原村     | 睦美村                     | 睦美村                        | 明治39年7月1日 合併 豊川町    | 昭和18年6月1日 合併 豊川市         | 豊川市                       | 豊川市                      | 豊川市                       | 豊川市 |
| 雨谷村       |              | 三谷原村     | 三谷原村     | 睦美村                     | 睦美村                        | 明治39年7月1日 合併 豊川町    | 昭和18年6月1日 合併 豊川市         | 豊川市                       | 豊川市                      | 豊川市                       | 豊川市 |
| 石原村       |              | 三谷原村     | 三谷原村     | 睦美村                     | 睦美村                        | 明治39年7月1日 合併 豊川町    | 昭和18年6月1日 合併 豊川市         | 豊川市                       | 豊川市                      | 豊川市                       | 豊川市 |
| 牧野村       |              |              |              | 睦美村                     | 睦美村                        | 明治39年7月1日 合併 豊川町    | 昭和18年6月1日 合併 豊川市         | 豊川市                       | 豊川市                      | 豊川市                       | 豊川市 |
| 当古村       |              |              |              | 睦美村                     | 睦美村                        | 明治39年7月1日 合併 豊川町    | 昭和18年6月1日 合併 豊川市         | 豊川市                       | 豊川市                      | 豊川市                       | 豊川市 |
| 土筒村       |              |              |              | 睦美村                     | 睦美村                        | 明治39年7月1日 合併 豊川町    | 昭和18年6月1日 合併 豊川市         | 豊川市                       | 豊川市                      | 豊川市                       | 豊川市 |
| 瀬木村       | 瀬木村       | 瀬木村       | 瀬木村       | 睦美村                     | 睦美村                        | 明治39年7月1日 合併 牛久保町  | 昭和18年6月1日 合併 豊川市         | 豊川市                       | 豊川市                      | 豊川市                       | 豊川市 |
| 牛久保村     | 牛久保村     | 牛久保村     | 牛久保村     | 牛久保村                   | 明治24年10月6日 町制 牛久保町 | 明治39年7月1日 合併 牛久保町  | 昭和18年6月1日 合併 豊川市         | 豊川市                       | 豊川市                      | 豊川市                       | 豊川市 |
| 長山村       | 長山村       | 下長山村     | 下長山村     | 牛久保村                   | 明治24年10月6日 町制 牛久保町 | 明治39年7月1日 合併 牛久保町  | 昭和18年6月1日 合併 豊川市         | 豊川市                       | 豊川市                      | 豊川市                       | 豊川市 |
| 正岡村       |              |              |              | 牛久保村                   | 明治24年10月6日 町制 牛久保町 | 明治39年7月1日 合併 牛久保町  | 昭和18年6月1日 合併 豊川市         | 豊川市                       | 豊川市                      | 豊川市                       | 豊川市 |
| 西島村       |              |              |              | 牛久保村                   | 明治24年10月6日 町制 牛久保町 | 明治39年7月1日 合併 牛久保町  | 昭和18年6月1日 合併 豊川市         | 豊川市                       | 豊川市                      | 豊川市                       | 豊川市 |
| 鍛冶村       | 鍛冶村       | 鍛冶村       | 中條村       | 牛久保村                   | 明治24年10月6日 町制 牛久保町 | 明治39年7月1日 合併 牛久保町  | 昭和18年6月1日 合併 豊川市         | 豊川市                       | 豊川市                      | 豊川市                       | 豊川市 |
| 南金屋村     |              |              | 中條村       | 牛久保村                   | 明治24年10月6日 町制 牛久保町 | 明治39年7月1日 合併 牛久保町  | 昭和18年6月1日 合併 豊川市         | 豊川市                       | 豊川市                      | 豊川市                       | 豊川市 |
| 行明村       | 行明村       | 行明村       | 行明村       | 明子村                     | 明子村                        | 明治39年7月1日 合併 牛久保町  | 昭和18年6月1日 合併 豊川市         | 豊川市                       | 豊川市                      | 豊川市                       | 豊川市 |
| 柑子村       |              |              |              | 明子村                     | 明子村                        | 明治39年7月1日 合併 牛久保町  | 昭和18年6月1日 合併 豊川市         | 豊川市                       | 豊川市                      | 豊川市                       | 豊川市 |
| 国府村       | 国府村       | 国府村       | 国府村       | 国府村                     | 明治27年6月23日 町制 国府町   | 明治39年9月10日 合併 国府町   | 昭和18年6月1日 合併 豊川市         | 豊川市                       | 豊川市                      | 豊川市                       | 豊川市 |
| 為当村       |              |              |              | 国府村                     | 明治27年6月23日 町制 国府町   | 明治39年9月10日 合併 国府町   | 昭和18年6月1日 合併 豊川市         | 豊川市                       | 豊川市                      | 豊川市                       | 豊川市 |
| 森村         |              |              |              | 国府村                     | 明治27年6月23日 町制 国府町   | 明治39年9月10日 合併 国府町   | 昭和18年6月1日 合併 豊川市         | 豊川市                       | 豊川市                      | 豊川市                       | 豊川市 |
| 白鳥村       | 白鳥村       | 白鳥村       | 白鳥村       | 白鳥村                     | 白鳥村                        | 明治39年9月10日 合併 国府町   | 昭和18年6月1日 合併 豊川市         | 豊川市                       | 豊川市                      | 豊川市                       | 豊川市 |
| 小田渕村     |              |              |              | 白鳥村                     | 白鳥村                        | 明治39年9月10日 合併 国府町   | 昭和18年6月1日 合併 豊川市         | 豊川市                       | 豊川市                      | 豊川市                       | 豊川市 |
| 久保村       |              |              |              | 白鳥村                     | 白鳥村                        | 明治39年9月10日 合併 国府町   | 昭和18年6月1日 合併 豊川市         | 豊川市                       | 豊川市                      | 豊川市                       | 豊川市 |
| 八幡村       | 八幡村       | 八幡村       | 八幡村       | 平幡村                     | 平幡村                        | 明治39年6月25日 合併 八幡村   | 昭和18年6月1日 合併 豊川市         | 豊川市                       | 豊川市                      | 豊川市                       | 豊川市 |
| 平尾村       |              |              |              | 平幡村                     | 平幡村                        | 明治39年6月25日 合併 八幡村   | 昭和18年6月1日 合併 豊川市         | 豊川市                       | 豊川市                      | 豊川市                       | 豊川市 |
| 財賀村       |              |              |              | 平幡村                     | 平幡村                        | 明治39年6月25日 合併 八幡村   | 昭和18年6月1日 合併 豊川市         | 豊川市                       | 豊川市                      | 豊川市                       | 豊川市 |
| 市田村       | 市田村       | 市田村       | 市田村       | 穂原村                     | 穂原村                        | 明治39年6月25日 合併 八幡村   | 昭和18年6月1日 合併 豊川市         | 豊川市                       | 豊川市                      | 豊川市                       | 豊川市 |
| 野口村       |              |              |              | 穂原村                     | 穂原村                        | 明治39年6月25日 合併 八幡村   | 昭和18年6月1日 合併 豊川市         | 豊川市                       | 豊川市                      | 豊川市                       | 豊川市 |
| 上千両村     | 上千両村     | 上千両村     | 千両村       | 穂原村                     | 穂原村                        | 明治39年6月25日 合併 八幡村   | 昭和18年6月1日 合併 豊川市         | 豊川市                       | 豊川市                      | 豊川市                       | 豊川市 |
| 下千両村     |              |              | 千両村       | 穂原村                     | 穂原村                        | 明治39年6月25日 合併 八幡村   | 昭和18年6月1日 合併 豊川市         | 豊川市                       | 豊川市                      | 豊川市                       | 豊川市 |
| 小坂井村     | 小坂井村     | 小坂井村     | 小坂井村     | 豊秋村                     | 豊秋村                        | 明治39年9月12日 合併 小坂井村 | 大正15年9月12日 町制 小坂井町      | 小坂井町                     | 小坂井町                    | 平成22年2月1日 豊川市に編入  | 豊川市 |
| 篠束村       |              |              |              | 豊秋村                     | 豊秋村                        | 明治39年9月12日 合併 小坂井村 | 大正15年9月12日 町制 小坂井町      | 小坂井町                     | 小坂井町                    | 平成22年2月1日 豊川市に編入  | 豊川市 |
| 宿村         |              |              |              | 豊秋村                     | 豊秋村                        | 明治39年9月12日 合併 小坂井村 | 大正15年9月12日 町制 小坂井町      | 小坂井町                     | 小坂井町                    | 平成22年2月1日 豊川市に編入  | 豊川市 |
| 平井村       | 平井村       | 平井村       | 平井村       | 豊秋村                     | 豊秋村                        | 明治39年9月12日 合併 小坂井村 | 大正15年9月12日 町制 小坂井町      | 小坂井町                     | 小坂井町                    | 平成22年2月1日 豊川市に編入  | 豊川市 |
| 藤井新田     |              |              | 平井村       | 豊秋村                     | 豊秋村                        | 明治39年9月12日 合併 小坂井村 | 大正15年9月12日 町制 小坂井町      | 小坂井町                     | 小坂井町                    | 平成22年2月1日 豊川市に編入  | 豊川市 |
| 伊奈村       | 伊奈村       | 伊奈村       | 伊奈村       | 伊奈村                     | 伊奈村                        | 明治39年9月12日 合併 小坂井村 | 大正15年9月12日 町制 小坂井町      | 小坂井町                     | 小坂井町                    | 平成22年2月1日 豊川市に編入  | 豊川市 |
| 下地村       | 下地村       | 下地村       | 下地村       | 下地村                     | 明治24年10月16日 町制 下地町  | 明治39年7月1日 合併 下地町    | 昭和7年9月1日 豊橋市に編入         | 豊橋市                       | 豊橋市                      | 豊橋市                       | 豊橋市 |
| 大磯村       | 大磯村       | 大村         | 大村         | 大村                       | 大村                          | 明治39年7月1日 合併 下地町    | 昭和7年9月1日 豊橋市に編入         | 豊橋市                       | 豊橋市                      | 豊橋市                       | 豊橋市 |
| 沖木村       |              | 大村         | 大村         | 大村                       | 大村                          | 明治39年7月1日 合併 下地町    | 昭和7年9月1日 豊橋市に編入         | 豊橋市                       | 豊橋市                      | 豊橋市                       | 豊橋市 |
| 住吉村       |              | 大村         | 大村         | 大村                       | 大村                          | 明治39年7月1日 合併 下地町    | 昭和7年9月1日 豊橋市に編入         | 豊橋市                       | 豊橋市                      | 豊橋市                       | 豊橋市 |
| 柴屋村       |              | 大村         | 大村         | 大村                       | 大村                          | 明治39年7月1日 合併 下地町    | 昭和7年9月1日 豊橋市に編入         | 豊橋市                       | 豊橋市                      | 豊橋市                       | 豊橋市 |
| 大蚊里村     |              |              | 大村         | 大村                       | 大村                          | 明治39年7月1日 合併 下地町    | 昭和7年9月1日 豊橋市に編入         | 豊橋市                       | 豊橋市                      | 豊橋市                       | 豊橋市 |
| 長瀬村       |              |              |              | 大村                       | 大村                          | 明治39年7月1日 合併 下地町    | 昭和7年9月1日 豊橋市に編入         | 豊橋市                       | 豊橋市                      | 豊橋市                       | 豊橋市 |
| 下五井村     | 下五井村     | 下五井村     | 下五井村     | 鹿菅村                     | 鹿菅村                        | 明治39年7月1日 合併 下地町    | 昭和7年9月1日 豊橋市に編入         | 豊橋市                       | 豊橋市                      | 豊橋市                       | 豊橋市 |
| 瓜郷村       |              |              |              | 鹿菅村                     | 鹿菅村                        | 明治39年7月1日 合併 下地町    | 昭和7年9月1日 豊橋市に編入         | 豊橋市                       | 豊橋市                      | 豊橋市                       | 豊橋市 |
| 横須賀村     | 横須賀村     | 津田村       | 津田村       | 鹿菅村                     | 鹿菅村                        | 明治39年7月1日 合併 下地町    | 昭和7年9月1日 豊橋市に編入         | 豊橋市                       | 豊橋市                      | 豊橋市                       | 豊橋市 |
| 藪下新田     |              | 津田村       | 津田村       | 鹿菅村                     | 鹿菅村                        | 明治39年7月1日 合併 下地町    | 昭和7年9月1日 豊橋市に編入         | 豊橋市                       | 豊橋市                      | 豊橋市                       | 豊橋市 |
| 清須新田     |              |              |              | 鹿菅村                     | 鹿菅村                        | 明治39年7月1日 合併 下地町    | 昭和7年9月1日 豊橋市に編入         | 豊橋市                       | 豊橋市                      | 豊橋市                       | 豊橋市 |
| 前芝村       | 前芝村       | 前芝村       | 前芝村       | 前芝村                     | 前芝村                        | 前芝村                        | 前芝村                             | 昭和30年3月1日 豊橋市に編入  | 豊橋市                      | 豊橋市                       | 豊橋市 |
| 青木新田     |              |              | 前芝村       | 前芝村                     | 前芝村                        | 前芝村                        | 前芝村                             | 昭和30年3月1日 豊橋市に編入  | 豊橋市                      | 豊橋市                       | 豊橋市 |
| 山内新田     |              |              | 前芝村       | 前芝村                     | 前芝村                        | 前芝村                        | 前芝村                             | 昭和30年3月1日 豊橋市に編入  | 豊橋市                      | 豊橋市                       | 豊橋市 |
| 日色野村     |              |              |              | 前芝村                     | 前芝村                        | 前芝村                        | 前芝村                             | 昭和30年3月1日 豊橋市に編入  | 豊橋市                      | 豊橋市                       | 豊橋市 |
| 梅藪村       |              |              |              | 前芝村                     | 前芝村                        | 前芝村                        | 前芝村                             | 昭和30年3月1日 豊橋市に編入  | 豊橋市                      | 豊橋市                       | 豊橋市 |

## 行政
歴代郡長
| 代 | 氏名 | 就任年月日                 | 退任年月日                | 備考                   |
| -- | ---- | -------------------------- | ------------------------- | ---------------------- |
| 1  |      | 明治11年（1878年）12月20日 |                           |                        |
|    |      |                            | 大正15年（1926年）6月30日 | 郡役所廃止により、廃官 |